# Grünbaum (Kulmbach)
Grünbaum (oberfränkisch: Grienebahm) ist ein Gemeindeteil der Großen Kreisstadt Kulmbach im Landkreis Kulmbach (Oberfranken, Bayern). Grünbaum liegt in der Gemarkung Katschenreuth.

## Geografie
Die Einöde Grünbaum bildet mit Katschenreuth eine geschlossene Siedlung.

## Geschichte
Der Ort wurde 1800 als „Grüne Baum“ erstmals schriftlich erwähnt. Namensgebend war ein einzelner, wohl markanter Baum.
Von 1797 bis 1810 unterstand der Ort dem Justiz- und Kammeramt Kulmbach. Mit dem Gemeindeedikt wurde Grünbaum dem 1811 gebildeten Steuerdistrikt Schwarzach zugewiesen. 1812 erfolgte die Überweisung an den Steuerdistrikt Katschenreuth und der neu gebildeten gleichnamigen Ruralgemeinde. Am 1. Juli 1976 wurde Grünbaum im Zuge der Gebietsreform in Bayern nach Kulmbach eingegliedert.

### Einwohnerentwicklung
| Jahr      | 001809 | 001818 | 001861 | 001871 | 001885 | 001900 | 001925 | 001950 | 001961 | 001970 | 001987 |
| Einwohner | 10     | 10     | 20     | 14     | 5      | 6      | 5      | 7      | 8      | 8      | 8      |
| Häuser    |        | 2      |        |        | 2      | 1      | 1      | 1      | 1      |        | 2      |
| Quelle    | [ 12 ] | [ 8 ]  | [ 13 ] | [ 14 ] | [ 15 ] | [ 16 ] | [ 17 ] | [ 18 ] | [ 19 ] | [ 20 ] | [ 1 ]  |

## Religion
Grünbaum ist seit der evangelisch-lutherisch geprägt und nach St. Aegidius (Melkendorf) gepfarrt.